# Charles Erwin Wilson
Charles Erwin Wilson, född 18 juli 1890 i Minerva, Ohio, död 26 september 1961 i Norwood, East Feliciana Parish, Louisiana, var en amerikansk affärsman och politiker som var USA:s försvarsminister 1953–1957.
Han studerade vid Carnegie Institute of Technology och inledde sin karriär på Westinghouse Electric Corporation. 1919 gick han över till Remy Electric, ett dotterbolag till General Motors. Han blev senare vd för General Motors: från och med 1941 som President och från och med 1946 som både President och Chief Executive Officer (motsvarande koncernchef och verkställande direktör). Han lämnade General Motors 1953 när han tillträdde som USA:s försvarsminister.
Wilsons utnämning kritiserades på grund av hans innehav av stora mängder av GM-aktier. När USA:s senat förhörde honom, svarade han att han kunde fatta beslut som gick emot GM:s intressen, men att han för flera år hade uppfattat att USA och GM hade haft samma intressen. Som försvarsminister arbetade han för att minska USA:s försvarsbudget. När han 1954 besökte arbetslöshetens Detroit sade han: "Jag har stor medkänsla med folk som drabbas av plötsliga förändringar, men själv har jag alltid tyckt bättre om fågelhundar än kenneluppfödda hundar. Alltså sådana som går ut och jagar mat i stället för att sitta på baken och tjuta."
Wilsons smeknamn var "Engine Charlie". Det berodde på att man ville särskilja honom som vd för General Motors från en annan Charles E. Wilson som var vd för General Electric och kallades "Electric Charlie".